# Премія БАФТА у кіно (76-та церемонія вручення)
76-та церемонія вручення нагород премії «БАФТА»

19 лютого 2023 року
Найкращий фільм: «На західному фронті без змін»
Найкращий режисер: Едвард Бергер
Найкраща чоловіча роль: Остін Батлер
Найкраща жіноча роль: Кейт Бланшетт
Найкраща чоловіча роль другого плану:  Баррі Кіоган
Найкраща жіноча роль другого плану: Керрі Кондон
< 75-та • Церемонії вручення • 77-ма >
76-та церемонія вручення премії БАФТА у кіно за заслуги в галузі кінематографа за 2022 рік, що відбулась 19 лютого 2023 року. Номінанти, в 25 категоріях, були оголошені 19 січня 2023 року.
Церемонія пройшла в Королівському Альберт-голі мистецтв і наук.

## Номінанти та лавреати
| Найкращий фільм | Найкращий режисер |
| --- | --- |
| - «На західному фронті без змін» - «Банши Інішерина» - «Елвіс» - «Все завжди і водночас» - «Тар» | - Едвард Бергер — «На західному фронті без змін» - Пак Чхан Ук — «Рішення піти» - Тод Філд — «Тар» - Ден Кван і Деніел Шайнерт — «Все завжди і водночас» - Мартін Макдонах — «Банши Інішерина» - Джина Прінс-Байтвуд — «Королева-воїн» |
| Найкраща чоловіча роль | Найкраща жіноча роль |
| - Остін Батлер — «Елвіс» — за роль Елвіса Преслі - Колін Фаррелл — «Банши Інішерина» — за роль Патрикія - Брендан Фрейзер — «Кит» — за роль Чарлі - Деріл МакКормак — «Успіхів тобі, Лео Гранд» — за роль Лео Гранда - Пол Мескаль — «Після сонця» — за роль Колума - Білл Наї — «Жити» — за роль містера Вільямса | - Кейт Бланшетт — «Тар» — за роль Лідії Тар - Віола Девіс — «Королева-воїн» — за роль Наніски - Ана де Армас — «Білявка» — за роль Мерлін Монро - Даніель Дедвайлер — «Тілль» — за роль Меймі Тілль - Емма Томпсон — «Успіхів тобі, Лео Гранд» — за роль Ненсі Стоукс - Мішель Єо — «Все завжди і водночас» — за роль Евелін |
| Найкраща чоловіча роль другого плану | Найкраща жіноча роль другого плану |
| - Баррі Кіоган — «Банши Інішерина» — за роль Домініка Керні - Брендан Глісон — «Банши Інішерина» — за роль Колма Доерті - Джонатан Ке Кван — «Все завжди і водночас» — за роль Веймонда - Едді Редмейн — «Хороший медбрат» — за роль Чарльза Каллена - Альбрехт Шух — «На західному фронті без змін» — за роль Кет - Майкл Уорд — «Імперія світла» — за роль Стівена                                                                                         | - Керрі Кондон — «Банши Інішерина» — за роль Шівон Салліван - Анджела Бассетт — «Чорна пантера: Ваканда назавжди» — за роль Рамонди - Хонг Чау — «Кит» — за роль Ліз - Джеймі Лі Кертіс — «Все завжди і водночас» — за роль Дейрдри Бобейрдр - Доллі де Леон — «Трикутник смутку» — за роль Ебігейл - Кері Малліган — «Вона сказала» — за роль Меган Туей                                                                                        |
| Найкращий оригінальний сценарій | Найкращий адаптований сценарій |
| - Мартін Макдонах — «Банши Інішерина» - Ден Кван і Деніел Шайнерт — «Все завжди і водночас» - Стівен Спілберг і Тоні Кушнер — «Фабельмани» - Тодд Філд — «Тар» - Рубен Естлунд — «Трикутник смутку» | - Едвард Бергер — «На західному фронті без змін» - Ішіґуро Кадзуо — «Жити» - Кольм Береад — «Тиха дівчина» - Ребекка Ленкевич — «Вона сказала» - Семюел Д. Хантер — «Кит» |
| Найкращий анімаційний фільм | Найкращий документальний фільм |
| - Піноккіо Ґільєрмо дель Торо - «Марсель, Мушля в черевичках» - «Кіт у чоботях 2: Останнє бажання» - «Я — панда» | - «Навальний» — Даніель Роер, Дайан Беккер, Шейн Борис, Мелані Міллер та Одеса Рей - «All That Breathes» — Шонак Сен, Тедді Лейфер і Аман Манн - «Вся краса і кровопролиття» — Лаура Пойтрас, Ховард Гертлер, Нен Голдін, Йоні Голіджов та Джон Лайонс. - «Вогонь кохання» — Сара Доса, Шейн Борис та Іна Фічман - «Moonage Daydream» — Бретт Морген                                                                                             |
| Найкращий неангломовний фільм | Найкращий кастинг |
| - «На західному фронті без змін» - «Аргентина, 1985» - «Корсаж» - «Рішення піти» - «Тиха дівчина» | - «Елвіс» — Ніккі Барретт та Деніз Чам'ян - «Aftersun» — Люсі Парді - «На західному фронті без змін» — Симона Бер - «Все завжди і водночас» — Сара Хеллі Фінн - «Трикутник смутку» — Полін Ханссон |
| Найкраща операторська робота | Найкращий дизайн костюмів |
| - «На західному фронті без змін» — Джеймс Френд - «Бетмен» — Ґреґ Фрейзер - «Елвіс» — Менді Вокер - «Імперія світла» — Роджер Дікінс - «Найкращий стрілець: Маверік» — Клаудіо Міранда | - «Елвіс» — Кетрін Мартін - «На західному фронті без змін» — Крістл Лізі - «Амстердам» — Дж. Р. Хоубейкер та Альберт Вольський - «Вавилон» — Марія Зофрес - «Місіс Гарріс їде до Парижу» — Дженні Біван. |
| Найкращий монтаж | Найкращий грим та зачіски |
| - «Все завжди і водночас» — Пол Роджерс - «На західному фронті без змін» — Свен Будельманн - «Банши Інішерина» — Міккель Е.Г. Нільсен - «Елвіс» — Джонатан Редмонд і Метт Вілла - «Найкращий стрілець: Маверік» — Едді Гамільтон | - «Елвіс» — Джейсон Берд, Марк Кулер, Луїза Коулстон і Шейн Томас - «На західному фронті без змін» — Хайке Меркер - «Бетмен» — Наомі Донн, Майк Маріно та Зої Тахір - «Матильда: Мюзикл» — Наомі Донн, Баррі Гауер і Шерон Мартін - «Кит» — Енн Марі Бредлі, Джуді Чін та Едріан Моро |
| Найкраща музика до фільму | Найкращі візуальні ефекти |
| - «На західному фронті без змін» — Ларс Гінзель, Франк Крузе, Віктор Прашил та Маркус Стемлер - «Аватар: Шлях води» — Крістофер Бойс, Майкл Хеджес, Джуліан Ховарт, Гері Саммерс і Гвендолін Йейтс Уіттл - «Елвіс» — Майкл Келлер, Девід Лі, Енді Нельсон і Уейн Пешлі - «Тар» — Деб Адер, Стівен Гріффітс, Енді Шеллі, Стів Сінгл і Роланд Вінке - «Найкращий стрілець: Маверік» — Кріс Бердон, Джеймс Х. Мазер, Ел Нельсон, Марк Тейлор та Марк Вайнгартен | - «Аватар: Шлях води» — Річард Бейнхем, Деніел Барретт, Джо Леттері та Ерік Сайндон - «На західному фронті без змін» — Маркус Франк, Каміль Джафар, Віктор Мюллер та Франк Петцольд - «Бетмен» — Рассел Ерл, Ден Леммон, Андерс Ленглендс і Домінік Туохі. - «Все завжди і водночас» — Бенджамін Брюер, Ітан Фельдбау, Джонатан Комбринк та Зак Штольц - «Найкращий стрілець: Маверік» — Сет Хілл, Скотт Р. Фішер, Брайан Літсон і Райан Тадхоуп |
| Найкращий британський фільм | Найкращий дебют сценариста, режисера або продюсера |
| - «Банши Інішерина» - «Aftersun» - «Елвіс» - «Браян та Чарльз» - «Імперія світла» - «Успіхів тобі, Лео Гранд» - «Жити» - «Матильда: Мюзикл» - «Дивіться, як вони тікають» - «Плавчині» - «Диво» | - «Aftersun» — Шарлотта Уеллс (сценарист, режисер) - «Blue Jean» — Джорджія Оклі (сценарист, режисер) та Елен Сіфре (продюсер) - «Електрична хвороба» — Марі Ліден (режисер) - «Успіхів тобі, Лео Гранд» — Кеті Бренд (сценарист) - «Повстання» — Олена Санчес Беллот (режисер) та Майя Кенворті (режисер) |
| Найкращий британський анімаційний короткометражний фільм | Найкращий британський документальний короткометражний фільм |
| - «Хлопчик, кріт, лис і кінь» - «Середня варта» - «Твоя гора чекає» | - «Ірландське прощання» - «Балада про Олів Морріс» - «Базигага» - «Дівчина з автобуса» - «Дрейфуючий вгору» |
| Висхідна зірка | |
| - Емма Макі - Наомі Еккі - Шейла Атім - Деріл МакКормак - Еймі Лоу Вуд | |

## Статистика

### Фільми, які отримали декілька номінацій
Нижче наведено картини, які отримали декілька номінацій:
| Номінації | Фільми                         |
| --------- | ------------------------------ |
| 14        | «На західному фронті без змін» |
| 10        | «Все завжди і водночас»        |
| 10        | «Банши Інішерина»              |
| 9         | «Елвіс»                        |
| 5         | «Тар»                          |
| 4         | «Aftersun»                     |
| 4         | «Бетмен»                       |
| 4         | «Успіхів тобі, Лео Гранд»      |
| 4         | «Найкращий стрілець: Маверік»  |
| 4         | «Кит»                          |
| 3         | «Вавилон»                      |
| 3         | «Імперія світла»               |
| 3         | «Піноккіо Ґільєрмо дель Торо»  |
| 3         | «Жити»                         |
| 3         | «Трикутник смутку»             |
| 2         | «Аватар: Шлях води»            |
| 2         | «Рішення піти»                 |
| 2         | «Тиха дівчина»                 |
| 2         | «Матильда: Мюзикл»             |
| 2         | «Вона сказала»                 |
| 2         | «Королева-воїн»                |

#### Фільми, які отримали декілька перемог
Нижче наведено картини, які отримали декілька перемог:
| Перемог | Фільми                         |
| ------- | ------------------------------ |
| 7       | «На західному фронті без змін» |
| 4       | «Елвіс»                        |
| 4       | «Банши Інішерина»              |